# Боудэхунан

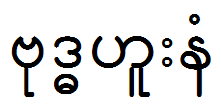

Боудэхунан, боудэхунэн (бирм. ဗုဒ္ဓဟူးန — «среда», боудэхунэн — пахнущие средой) — название четырёх букв бирманского алфавита япеле, ягау, ла и валоун, по которым даются имена детям, родившимся в среду до 12 часов дня. До 12 часов дня, по джьотише (индийской астрологической традиции) день считается днём планеты Меркурия, после 12 наступает восьмой астрологический день недели, день планеты Яху или Раху, и имена даются на букву та, ха и ладжи. Астрологическая классификация имён по дням рождения и буквам алфавита имеет важное значение во время совершения традиционных церемоний и, в частности, определяет одну из восьми сторон света, с которой подходит человек к буддийской пагоде. По дням недели делятся также названия городов, Янгон относится к боудэхунан.

## В мнемотехнике
При запоминании цифровой информации слова и слоги, начинающиеся на боудэхунан, кодируют цифру 4 (четыре).